# 瓦祖站
瓦祖站（站牌上彝文站名写作ꃪꋦ/vat zzur，彝文时刻表上站名写作ꃪꊤ/vat zu）是一个成昆线上的铁路车站，位于四川省凉山彝族自治州喜德县沙马拉达乡呷主村，建于1970年，目前为四等站，邮政编码为616755。目前客运办理旅客乘降，不办理货运业务。站内驻有西昌工电段喜德工电车间瓦祖工电综合整治工队。

## 概要
瓦祖站位于韩都路展线上、永红六号和永红七号隧道间的韩都路沟山坡上:14，站内设2条股道，站场路堤距离沟底高出60余米:253。原车站前后线路计划并非是如今桥隧相接的曲线而是直线，但直线计划中的车站站场全部在隧道之内，考虑到如此车站员工工作生活条件便颇为恶劣，因此在后来改动方案中有意将车站线路外移为曲线，中部站场露天，藉此改善职工生活条件。:14
成昆铁路新凉至沙马拉达段直线距离4公里，高差215米，原计划该段线路在沙马拉达-新凉区间出沿韩都路右岸、韩都路沟左岸设韩都路展线；米市沟右岸、米市沟左岸设米市沟展线，中间设韩都路、米市沟2个车站。后因米市沟地质条件较差，该段线路经由改为在韩都路左岸和两河口孙水河右岸设展线2条，并在每座展线上各设瓦祖和铁口站。

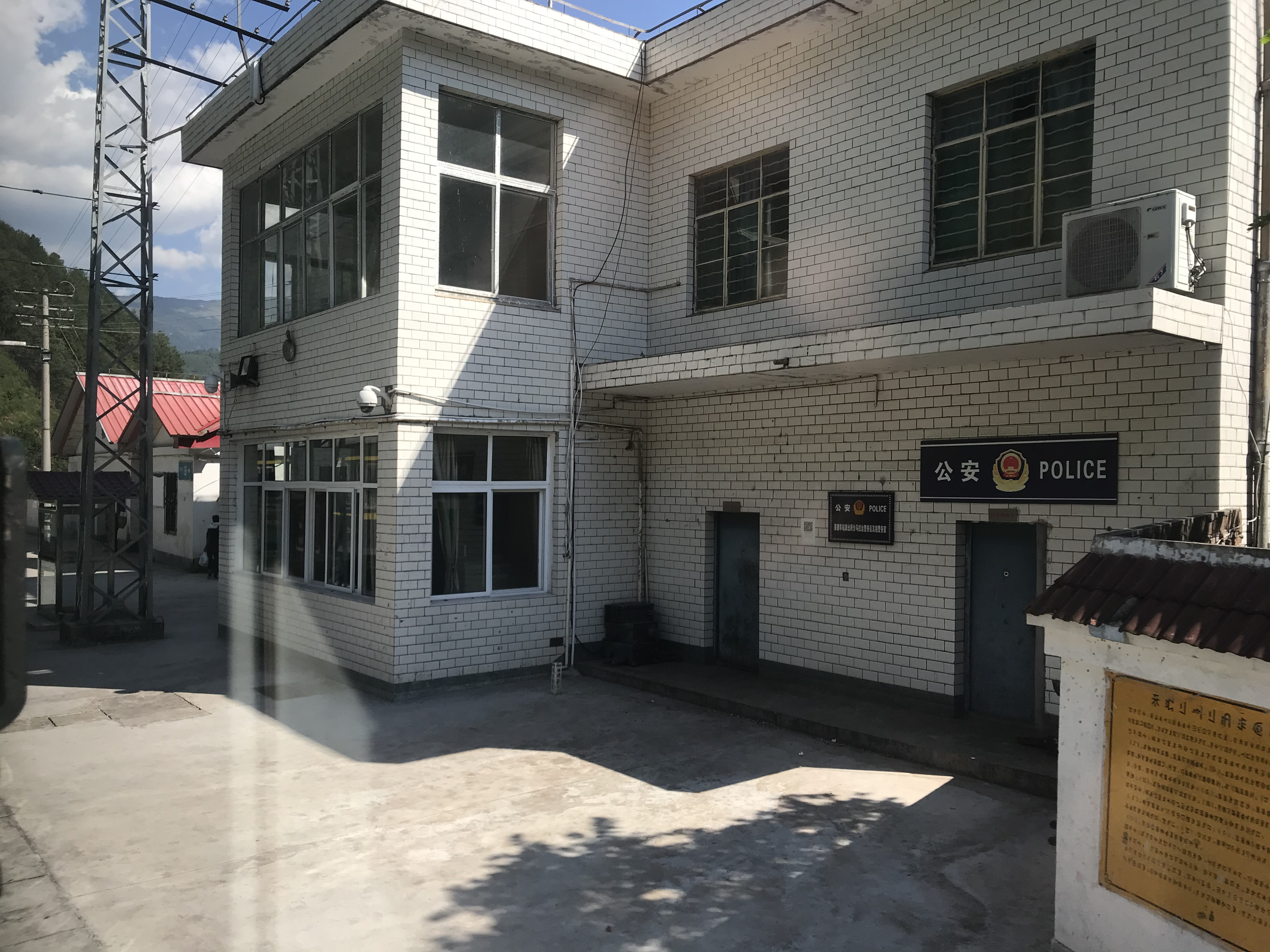
行车室
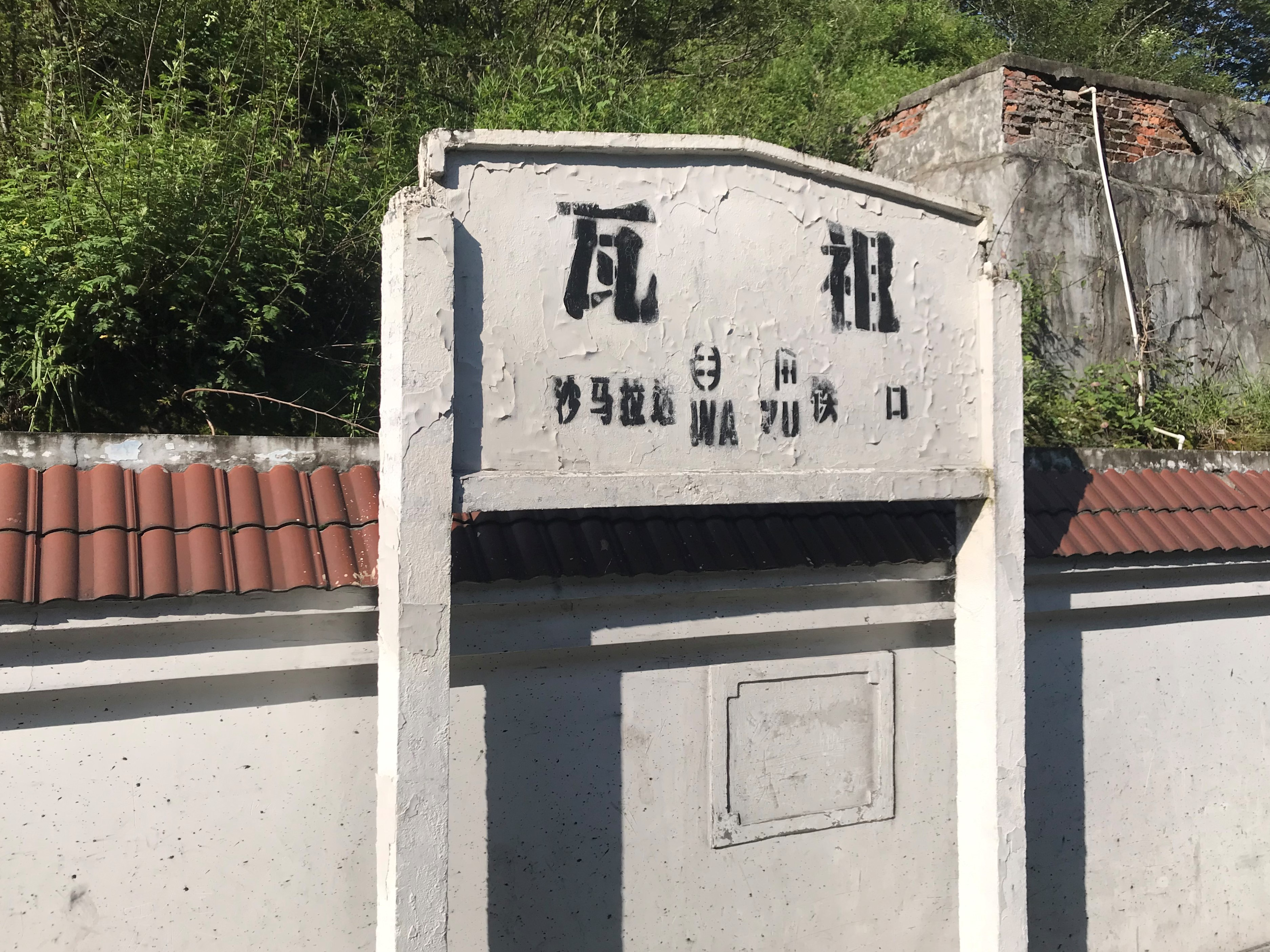
站牌
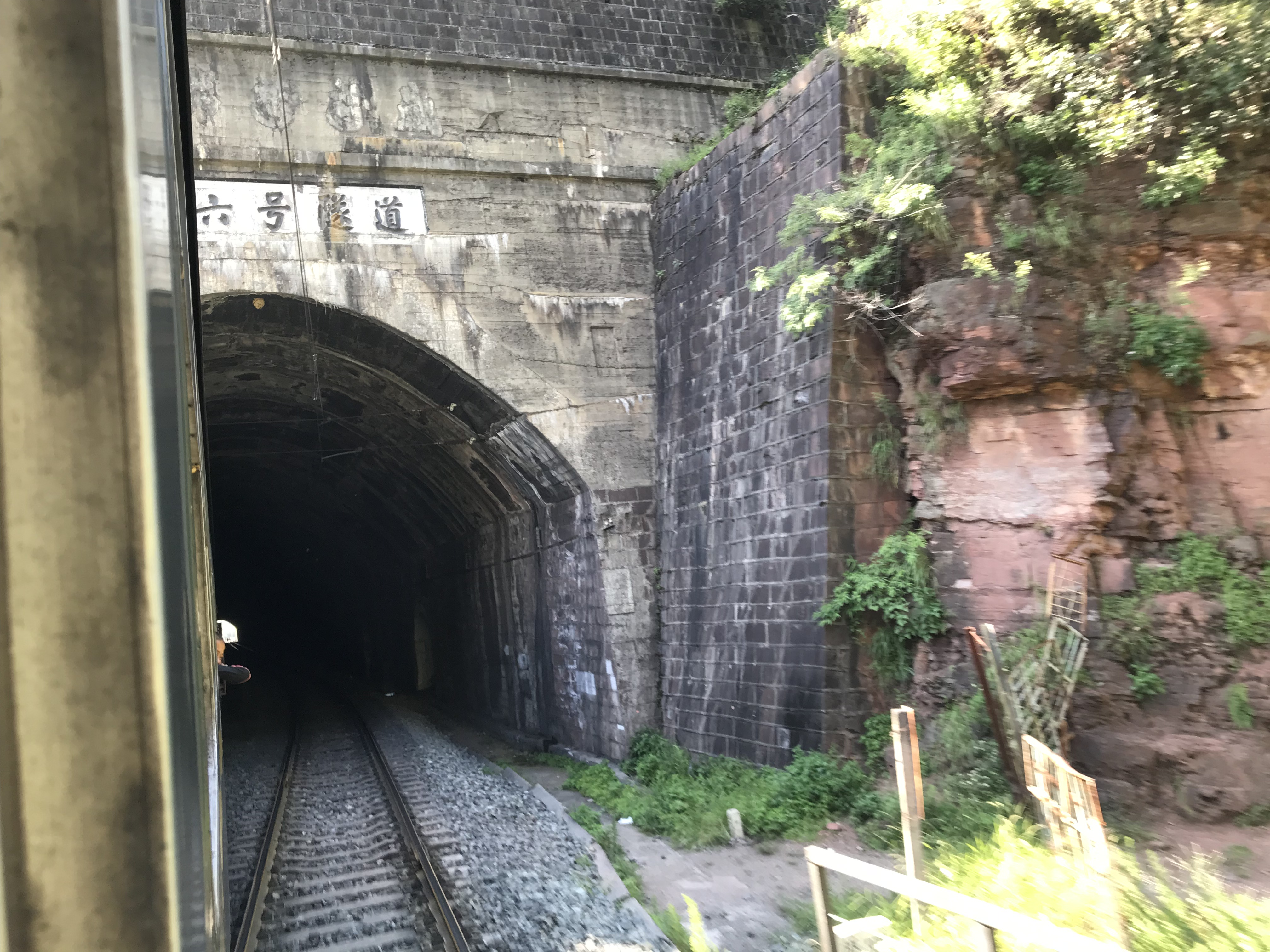
上行咽喉端的永红六号隧道
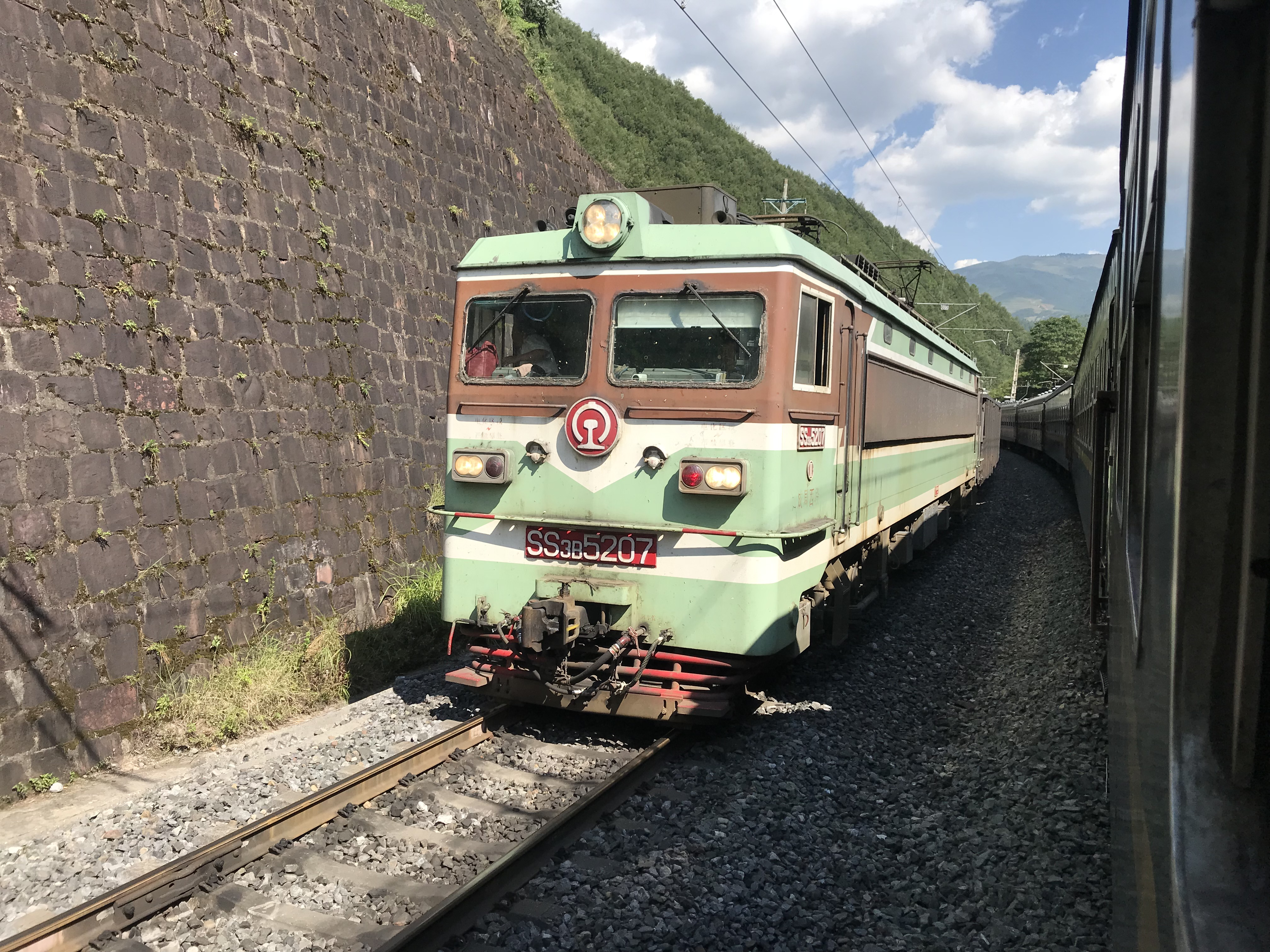
韶山3型電力機車牵引货列通过车站
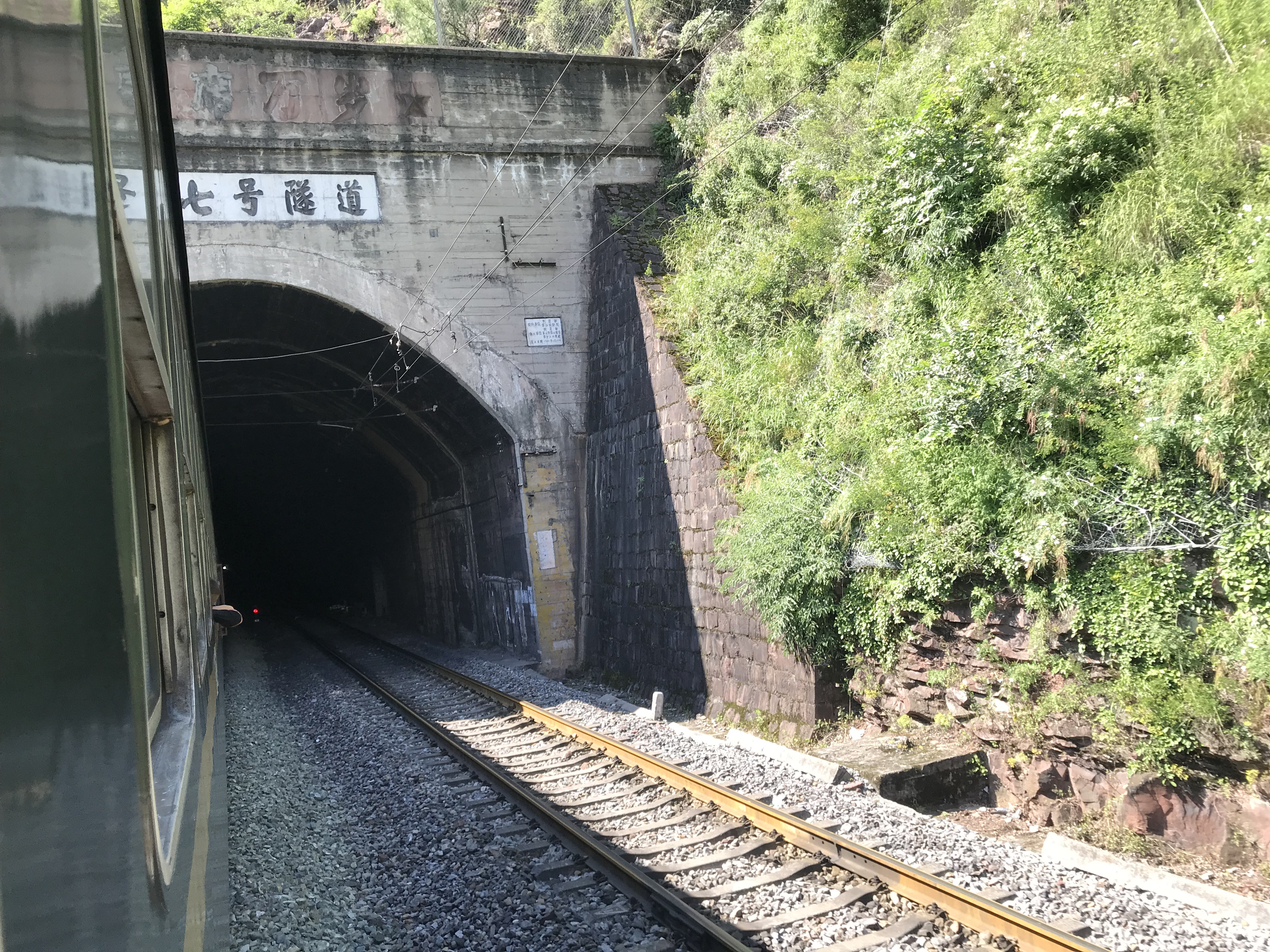
下行咽喉端的永红七号隧道